# Enhydrosoma curvirostre
Enhydrosoma curvirostre är en kräftdjursart som först beskrevs av T. Scott 1894.  Enhydrosoma curvirostre ingår i släktet Enhydrosoma och familjen Cletodidae. Arten är reproducerande i Sverige. Inga underarter finns listade i Catalogue of Life.